# Jānis Daliņš
Jānis Daliņš (Valmiera, 1904. november 5. – Melbourne, Ausztrália, 1978. június 14.) olimpiai ezüstérmes, Európa-bajnok lett atléta, távgyalogló. Lettország első olimpiai érmes sportolója.

## Pályafutása
1904. november 5-én született Valmierában. Csak 22 évesen kezdett el versenyszerűen távgyaloglással foglalkozni. Első nemzetközi versenye 1929-ben Berlinben volt. Az 1932-es Los Angeles-i olimpián a tízpróbázó Jānis Dimzával képviselte Lettországot. 50 km-es gyaloglásban a brit Thomas Green mögött a második helyen végzett és ezüstérmet nyert. Ezzel Lettország történetének első olimpiai érmét szerezte meg. Az 1934-es torinói Európa-bajnokságon nagy fölénnyel lett Európa-bajnok. Az 1936-os berlini olimpiára esélyesként érkezett. 30 km-ig vezetett, de öt kilométer múlva sérülés miatt fel kellett adnia a versenyt. Ezt követően inkább a munkájára és a családjára koncentrált, de titokban készült az 1940-es helsinki olimpiára.
1944-ben családjával a szovjet megszállás elől Németországba menekült. 1947-ben itt nyert utolsó versenyét Nürnbergben. Öt évvel később Ausztráliába ment, ahol először ácsként dolgozott. 1978. június 14-én Melbourne-ben hunyt el. Szülővárosában, Valmierában róla nevezték el a helyi stadiont és a stadion mentén húzódó utcát.

## Sikerei, díjai
- Olimpiai játékok – gyaloglás
  - ezüstérmes: 1932, Los Angeles
- Európa-bajnokság – gyaloglás
  - aranyérmes: 1934